# Appias paulina
Appias paulina är en fjärilsart som först beskrevs av Pieter Cramer 1777.  Appias paulina ingår i släktet Appias och familjen vitfjärilar. Inga underarter finns listade i Catalogue of Life.

## Bildgalleri

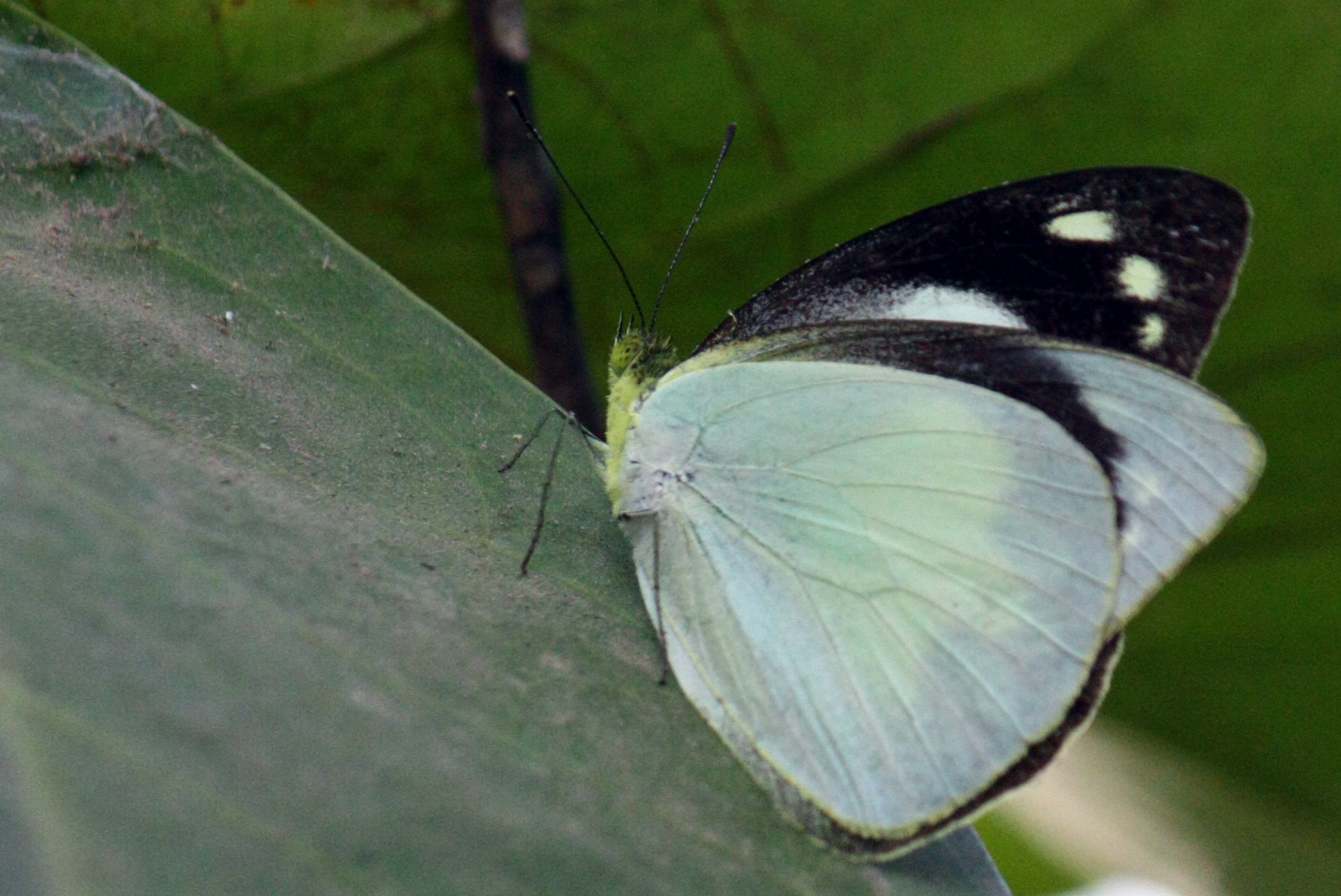